# Simon Stappen

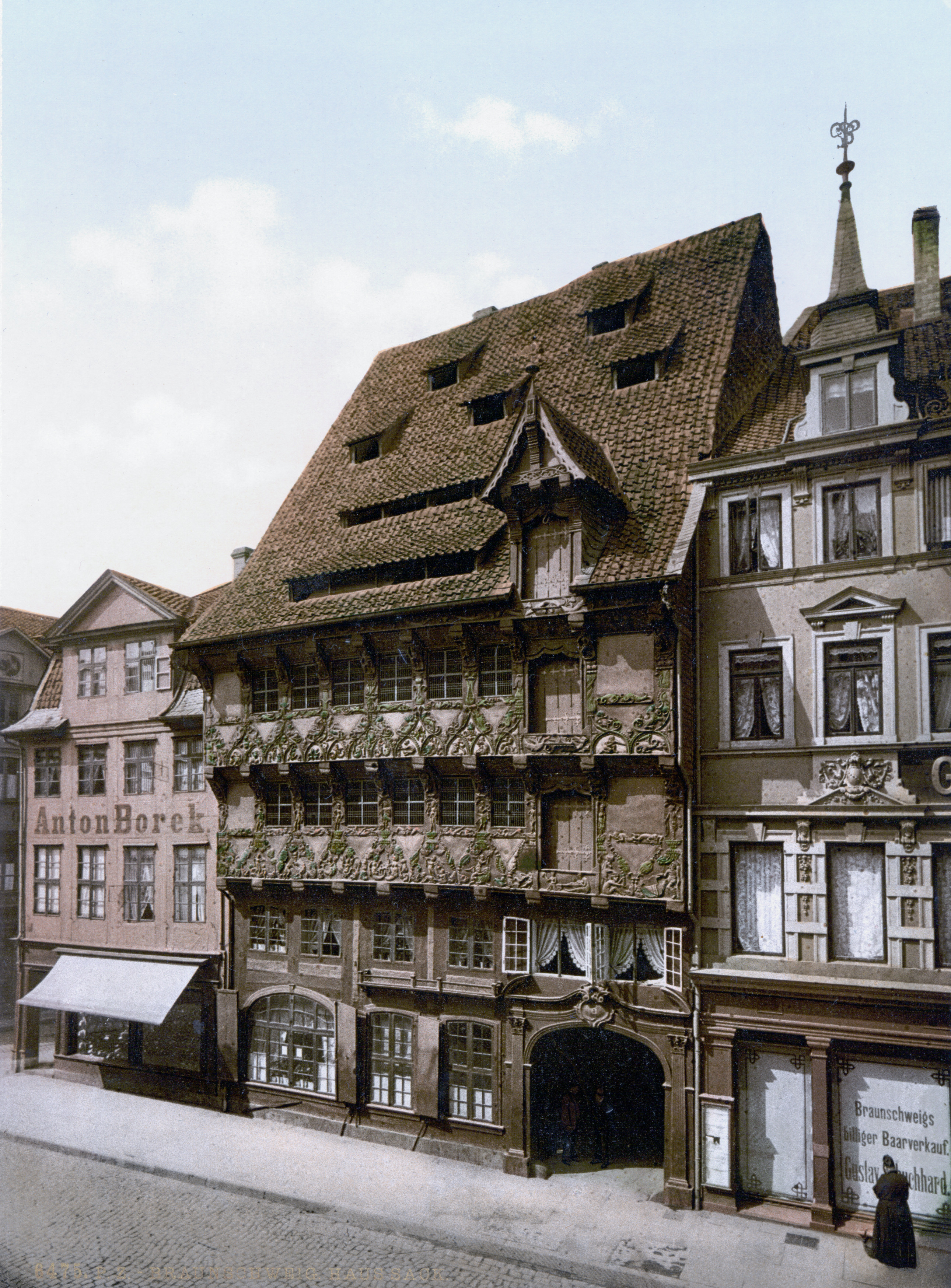
Das Huneborstelsche Haus von 1910 am ursprünglichen Standort

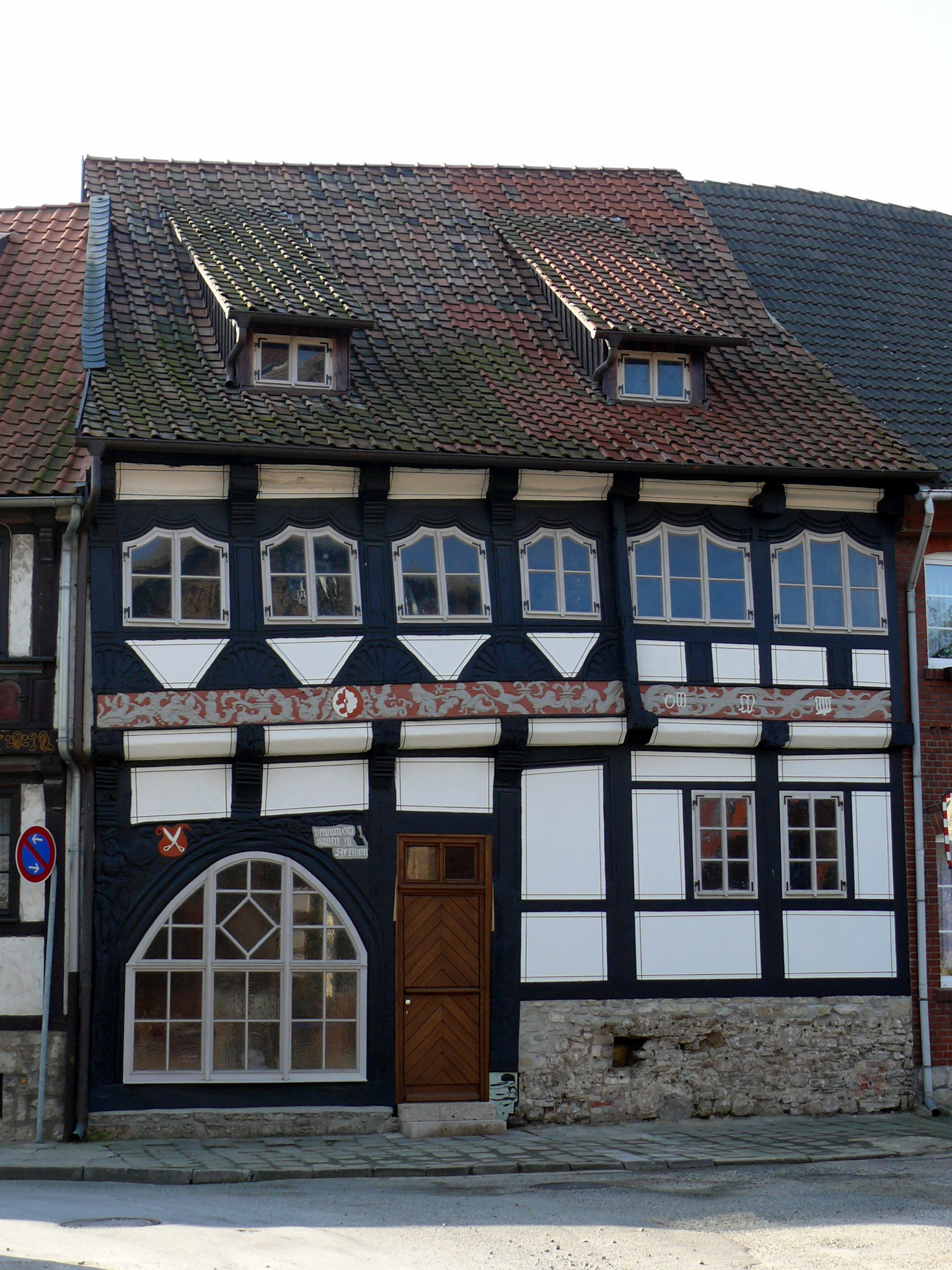
Das Eulenspiegelhaus in Osterwieck von Simon Stappen

Simon Stappen war ein deutscher Holzbildhauer, der ab 1517 in Braunschweig tätig war.

## Leben
Der Name Stappen ist bekannt durch eine Akte des Reichsgerichts in Regensburg von 1532. In dieser Akte ist dokumentiert, dass ihm Herzog Heinrich d. J. den heiklen Auftrag erteilte, einen hölzernen Porträtkopf der Geliebten des Herzogs, Eva von Trott, für ein Scheinbegräbnis herzustellen.
In einem anderen persönlich unterzeichneten Brief des Herzogs Heinrich d. J. von 1537 macht er ihm den Vorwurf, dass er einen Wagen nicht rechtzeitig hergestellt habe, den der Maler Peter Spitzer (um 1510 – nach 1578) bemalen sollte. In diesem Schreiben nennt der Herzog den vollständigen Namen mit Simon Stappen. Weiteres ist über das Leben Stappens nicht bekannt.

## Werk
Stappen arbeitete nachweislich als Bildhauer von 1517 und nachweislich für den Herzog II. d. J. von 1532 bis 1537. Sein bedeutendstes Werk ist das Huneborstelsche Haus in Braunschweig, aber auch das in Celle gebaute Fachwerkhaus im Auftrage von Herzog Heinrich für den Amtsrentmeister Simon Hoppener von 1532 und das  von 1534 werden ihm zugeschrieben, wie auch das sogenannte Brusttuch des Fachwerkbaus des Goslarer Magisters und Stadtsyndikus Johannes Thiling; das Eulenspiegelhaus in Osterwieck von 1532 stammt ebenfalls von ihm.
Seine frühesten Arbeiten in Braunschweig befanden sich in der Auguststraße 33, Reichsstraße 8 (1517) sowie Hagenbrücke 12 (1523). An diesen Häusern befand sich der für Stappen typische Rankenstab mit gotischem Blattwerk, den er mit Jahreszahl oder anderen Schriftzügen am Schwellbalken anbrachte. Erst später gab Stappen den Rankenstab als Stilmittel auf.
1526 wurde das Haus „Der schwarze Bock“ errichtet, das er gestaltete. Es wurde 1897 abgebrochen und die Knaggen, die die Heiligenfiguren in gedrückter Haltung zeigten, in die Alte Waage eingebaut. Aufgrund von Stilmerkmalen ordnet Paul Jonas Meier die Häuser in der Neue Straße 9 und Schöppenstedter Straße 31, Ölschlägern 40 (1530), Stobenstraße 17, Steinweg 8 und Wendenstraße 39 (1533) in Braunschweig Stappen zu. Eine geschnitzte Truhe mit dem Familienwappen des Braunschweiger Bürgermeisters Ludolf Bode und seiner Frau Ilse Damman zählt des Weiteren zu seinen Werken.
Aufgrund der Vielzahl von Werken wird davon ausgegangen, dass er diese nicht alleine geschaffen haben kann. Inwieweit Stappen eine Werkstatt führte, ist nicht erforscht. Stappen zählt zu den bedeutendsten Holzbildhauern in der Braunschweiger Region jener Zeit.